# 長峰由紀
長峰 由紀（ながみね ゆき、1963年6月28日 - ）は、元TBSテレビアナウンサー。

## 来歴
埼玉県入間市の出身で、埼玉県立松山女子高等学校から、1年間の浪人生活を経て立命館大学文学部中国文学科へ進学した。出生以来ずっと暮らしてきた関東地方から、メインのキャンパスが京都市内に所在する立命館大学へ進学したのは、「大学4年間の多感な時期を、『京都』という面白くて興味深い街で過ごせば良い」という実父の勧めによるという。
大学では、中国近現代文学の岡田英樹ゼミに所属した。中学3年時（1978年）に『黄金の日日』（NHK大河ドラマ）で根津甚八による石川五右衛門役の演技に魅了されたことがきっかけで、「大学生になったら演劇へ携わりたい」と決めていたことから、学内や京都市役所の演劇サークルでも活動していた（詳細後述）。卒業論文のテーマは「魯迅」。
フリーアナウンサーで元中部日本放送（CBC）のアナウンサーである鷲塚美知代は同学年。
職務経歴
大学卒業後の1987年4月1日付で、東京放送（当時）にアナウンサー23期生として入社した。同期のアナウンサーに、木場弘子・戸田恵美子・池田裕行がいる。
入社して数年間は1987年10月、入社半年で大抜擢された『モーニングEye』のアシスタントを中心に活動の場を持っていたが、芸能スキャンダルを扱うことや、社会的事件の再現VTRに耐えきれないと申し出て、1991年3月29日に番組を降板した。1991年4月1日からの後任は後輩アナウンサーの渡辺真理が務めた。
その後はバラエティー番組を中心に出演していたが、入社以前から報道志望だったこともあり、報道番組への出演を強く希望した。TBS局外のフリーアナウンサーを対象にしたオーディションを受け、定時のニュースを担当するようになった。その後は平日の『JNNニュース1130』（当初は水曜 - 金曜担当）→『ベストタイム』ニュースコーナー、週末（担当末期は日曜日のみ）の『JNNニュース』（2006年10月 - 2008年9月を除く）→『THE NEWS』と、昼のニュース番組を通算13年にわたり担当した。2009年9月には平日夕方の報道・情報番組『イブニングワイド』のメインキャスターに抜擢され、『ベストタイム』以来5年半ぶりに情報番組のレギュラー出演者となり、2010年3月29日から2012年3月23日まで『イブニングワイド』をリニューアルした『Nスタ』（平日版）のメインキャスターを務めた。
2023年6月で60歳の誕生日を迎えることから社内規定により定年退職の予定であったが、年度末の区切りとなる3月末に繰り上げる形でTBSを定年退職した。定年後も2か月間はそれまでのレギュラー番組への出演を継続していたが、2023年5月の出演をもって降板している。その後も古巣のTBSを中心にラジオ番組などに時折ゲスト出演することがある。

## プロフィール
- 第32回JNNアノンシスト賞・テレビ読みナレーション部門最優秀賞受賞（2007年6月14日）
- 大の好角家で、機会ある度に熱心な相撲トークを繰り広げており[11]、ピンチヒッターとして多数回登板した「ジェーン・スー 生活は踊る」では「長峰親方」とも通称されている。

## エピソード

### 演劇や朗読への深い造詣
実父が大学生時代に演劇作品の脚本を執筆していたことや、実母が高校生時代に『ベニスの商人』で舞台に立っていたことから、自身も小学生時代から劇団四季の子ども向けミュージカルを実母とたびたび鑑賞した。当時から高校までは学内の運動部で活動していたが、高校時代は「大学で演劇に取り組むための体力作りの時期」と割り切っていて、演劇とあえて距離を置いていたという。
立命館大学へ入学した時期に京阪神地区の大学で「学生演劇」（「劇団そとばこまち」や「劇団☆新感線」など）が盛り上がっていたことから、自身も学内の演劇サークルである「立命芸術劇場」へ入部した。声優の小山力也や鈴木英一郎は「立命芸術劇場」での同期生、「MONO」という劇団を主宰する土田英生は直属の後輩に当たる。入部後は『郵便屋さんちょっと』（つかこうへい原作の作品）などで舞台に立つかたわら、照明や音響なども手掛けていたが、2年時にいったん退部した。本人がTBSテレビからの退職後に述懐したところによれば、「当時は血気盛んで、『（演劇に対する部の方針が自分の）考えに合わない』とつい言ってしまった（勢いで退部した）」とのことである。もっとも、演劇への熱意自体は冷めておらず、退部後は京都市役所の演劇サークルに参加した。4年時に「立命芸術劇場」へ復帰すると、卒業公演の『つか版忠臣蔵』（つかこうへいがテレビドラマ用に執筆した脚本がベースの作品）に出演している。
本人が「学生演劇」一色の生活からアナウンサーを志すようになったのは、「自分は演劇で通用しない」と悟りながらも、「自分の声と言葉で何かを伝えること」への熱意を持ち続けていたことによる。直接のきっかけになったのは、大学3年時の春休み（1986年）にエドゥサ革命（フィリピン）を報じるニュースを見たことで、「（長年にわたってフィリピンを独裁してきた）フェルディナンド・マルコスが大統領の座を追われる瞬間を、日本のある放送局の女性アナウンサーが群衆からもみくちゃにされながら全身で伝えている姿を目にしたことで、アナウンサーを『（将来の自分の）仕事』として認識するようになった」という。
アナウンサーとして実際にTBSへ入社してからは、同僚のアナウンサーと共に、ラジオ番組やイベントで朗読をたびたび披露した。TBSラジオが2018年4月に『アフター6ジャンクション』（さまざまな「カルチャー」を取り上げる生放送番組で通称『アトロク』）を始めてからは、水曜パートナー（当時）の日比麻音子（後輩アナウンサー）が横浜雙葉中学校・高等学校への在学中に演劇部で活動していた縁で、折に触れて同番組に「ゲスト」として招かれていた。その際には、演劇に関する自身の体験を語ったほか、日比に対して朗読の話法を放送中に指導することもあった。ちなみに、「TBSテレビのアナウンサー」として最後に臨んだ公の仕事も、3月18日の「朗読のヒロバ」（TBSラジオの公開収録を兼ねてTBS放送センター内で開かれた同僚アナウンサーとの朗読イベント）における『走れメロス』の朗読であった。

### 観劇がつないだ永六輔との「縁」
TBS（テレビ）のアナウンサー時代には、永六輔がパーソナリティを務めていた数々のラジオ番組で、永のアシスタントを長らく務めていた。最初に永と共演したレギュラー番組は『土曜ワイドラジオTOKYO 永六輔その新世界』であったが、本人曰く（1990年3月まで毎週金曜日に『ポップン・ルージュ』というラジオの深夜番組を1人で進行するなど）「無駄な勢いがあった頃」にアシスタントへ起用されたことから、共演を始めた当初は放送での言葉遣いなどをめぐって永と衝突していたという。しかし、演劇の鑑賞が大好きなことを永に打ち明けたことがきっかけで、かねてから「テレビでもラジオでも（番組の共演者やスタッフに）芝居を観に行く人がいない」と嘆いていた永と意気投合した。永から「（芝居を鑑賞するために）劇場へよく足を運んでいるのはとても良いこと」と褒められたばかりか、観劇をしばしば共にするほどの間柄に至った。

### 広島市の「被爆体験伝承者養成事業」への参加
本人曰く「自分の人生において、『演劇』と『大相撲』と『戦争』（第二次世界大戦での体験談に触れること）は大きな柱になっている」とのことで、50代に入ってからは、アナウンサーとしての活動と並行しながら広島市の被爆体験伝承者養成事業に参加した。広島市への原子爆弾投下（1945年8月6日）に直面していた被爆者の高齢化を背景に、被爆体験の伝承者を養成する目的で開かれている研修の受講や、この体験に関する自主的な取材で同市を定期的に訪れている。本人は「（TBSテレビ・ラジオの系列局である）中国放送の元アナウンサー（氏名不詳）から、研修を通じて被爆体験の『話法』を教わっている」とのことで、「研修の終了によって（広島市から正式に）『伝承者』と認められたら、（このアナウンサーが展開している）『被爆体験を朗読で伝える』という活動に加わりたい」との意向も示している。

## 出演番組

### 現在
ラジオ
- 爆笑問題の日曜サンデー（TBSラジオ）「ここは赤坂応接間」のナレーション

### 過去

#### テレビ
レギュラー出演
報道・情報ワイドショー番組
| 期間          | 期間         | 番組名                  | 役職                                           | 備考 |
| ------------- | ------------ | ----------------------- | ---------------------------------------------- | --- |
| 1987年10月    | 1991年3月    | モーニングEye           | アシスタント                                   | 入社半年で就任 |
| 1994年10月    | 2000年4月7日 | JNNニュース1130         | メインキャスター                               | 1995年9月まで、月・火曜日は出演せず |
| 1996年4月     | 1996年5月    | スーパーワイド          | ニュース担当キャスター                         | オウム真理教関連事件の影響に伴い、打ち切り |
| 1997年10月    | 1998年8月    | 新サンデーモーニング    | リポーター                                     | |
| 2000年4月10日 | 2004年3月    | ベストタイム            | 『JNNニュース』メインキャスター                | |
| 2004年4月     | 2006年9月    | JNNニュース             | 週末11時台での担当キャスター                   | |
| 2004年4月     | 2004年9月    | JNNニュースの森         | 週末スポーツ担当キャスター                     | |
| 2004年10月    | 2005年3月    | JNNニュースの森         | 週末メイン担当キャスター                       | |
| 2005年4月     | 2006年9月    | きょう発プラス!         | 水曜ニュースナレーション担当                   | |
| 2005年4月     | 2009年3月    | TBSニュース             | 火・水曜日担当キャスター                       | 午後のローカルスポットニュース番組として放送 |
| 2005年4月     | 2009年3月    | JNNイブニング・ニュース | 週末メインキャスター                           | 番組終了まで1年は日曜日のみ放送、2009年3月18日のストライキ実施時には管理職として小倉弘子の代役を務めるため平日版に出演した（『イブニング・ファイブ』のパートも含む）       |
| 2006年4月     | 2006年9月    | 2時ピタッ!              | 木曜ニュース担当キャスター                     | |
| 2006年10月    | 2009年3月    | 2時っチャオ!            | 火・水曜日14時台でのニュース担当キャスター     | |
| 2008年4月     | 2008年9月    | 報道特集NEXT            | ニュース担当キャスター                         | |
| 2009年4月     | 2010年3月    | ひるおび!               | 『ひるおび!ドキュメント』ナレーション担当      | 2009年7月20日の改編後は不定期の木曜日、このほか番組の『三雲孝江のおとりよせ47』コーナー出演（2009年4月13日 - 4月16日）、後輩アナウンサーの山本匠晃と京都のお取り寄せを紹介 |
| 2009年4月     | 2009年9月    | THE NEWS                | 日曜11時台および17時台でのメイン担当キャスター | |
| 2009年10月    | 2010年3月    | イブニングワイド        | メインキャスター                               | 17時台は一部地域を除き、18時台は全国のニュース番組として放送 |
| 2010年4月     | 2012年3月    | Nスタ                   | 平日版メインキャスター                         | |
| 2012年4月     | 2013年9月    | TBSニュース             | 日曜担当キャスター                             | 上記の火・水曜日担当時代と同様、午後のローカルスポットニュース番組として放送                                                                                               |
| 2012年4月     | 2019年5月    | Nスタ                   | 日曜版メインキャスター                         | |
| 2014年4月     | 2017年3月    | TBSニュース             | 日曜担当キャスター                             | 上記の火・水曜日担当時代と同様、午後のローカルスポットニュース番組として放送                                                                                               |

その他
- わいわいスポーツ塾（1987年）
- 御誕生白書（1991年）
- 映画もえらい!（1992年）
- ふるさとニッポン（1992年）：リポーター
- 健康住まい
- テレビさんぽ
- 倶楽部6
- 夢の扉 〜NEXT DOOR〜（2007年10月7日 - 2010年3月28日）：ナレーション
- しあわせ家族計画：ナレーション
- みんな子どもだった（BS-TBS。2012年4月 - 2015年3月。日曜23:00 - 23:30）：アシスタント
- 昭和歌謡ベストテン（BS-TBS。2016年10月 - 2018年9月。木曜21:00 - 21:54）：MC
  - 昭和歌謡ベストテンDX（BS-TBS。2020年4月 - 2023年3月）：MC
- にっぽん百景 古都の香り浪漫紀行（BS-TBS。月曜19:00 - 19:54）：ナレーション

単発ほか
- パパはニュースキャスターお正月スペシャル（1989年1月2日） - 本人役。
- 噂の!東京マガジン「一丁目一番地」ナレーション（不定期の日曜日）
- 荻野アカデミア（BS-i。初回は2005年5月21日放送、以降不定期で5回）：ナレーション
- 日本語チャンピオン決定戦・'05史上最大の全国統一国語テスト!!（2005年6月29日）：ナレーション
- オオカミ少年「第2回女子アナSP」（2005年8月4日）：放送当時の同僚アナウンサーである川田亜子・小林麻耶・青木裕子・岡村仁美・新井麻希と共演
- 明石家さんちゃんねる（2007年6月13日、2008年4月30日）
  - 水トク!・しあわせ家族計画2007（2007年8月8日）：スタジオナレーション
- 巨星・阿久悠の世界〜永遠の歌をありがとう（2007年9月12日）：司会
- いのちの輝きスペシャル（2007年10月8日 - 10月10日）：ナレーション
- JNNフラッシュニュース（2010年11月12日）：金曜担当蓮見孝之不在時の代理
- 驚学番長（2012年10月3日）：クラス委員長
- 朝まであらびき団スペシャル あら-1グランプリ2017（2017年12月29日）：芸人の解説と紹介

#### ラジオ
- 昭和探検隊（1988年）[16]
- ポップン・ルージュ（1989年4月 - 1990年3月）：金曜担当[16]
- 土曜ワイドラジオTOKYO 永六輔その新世界（1991年4月 - 1996年3月、2015年1月24日[注釈 5]）[17][16]
- TBSラジオ開局40周年記念 24時間スペシャル「メリークリスマスラジオ」（1991年）
- ヤンアナジョッキー（1992年）[16]
- マンデー・ナイトベースボール（1993年）[16]
- TBSフォーク村（1993年）[16]
- ザ・ヒットパレード（1994年）[16]
- 倉本聡・ニッポン人生録（1997年）[16]
- 細川護煕この人に会いたい（2000年）[17]
- BATTLE TALK RADIO アクセス（2004年4月 - 2005年12月27日）：月曜・火曜ナビゲーター担当
- 朗読コンサート（2006年3月3日）
- サタデースポーツ&ニュース（2012年4月7日 - 9月29日）：パーソナリティ
- ラジオ・パープル（2013年4月4日 - 2015年3月26日）：木曜早朝（水曜深夜）担当
- 六輔七転八倒九十分：隔週出演（2015年10月5日 - 2016年6月27日）
- いち・にの三太郎〜赤坂月曜宵の口（2016年7月11日 - 9月19日）
- 土曜朝イチエンタ。堀尾正明+PLUS!（2014年10月4日 - 2017年3月25日）
- ジェーン・スー 生活は踊る（2017年12月6日 - 2018年11月14日）：水曜パートナー、小倉弘子の代役[18] TBS退社後もジェースーの欠席時の代打やパートナーを担当することある
- のどの窓（2014年4月6日 - 2023年5月28日）

#### TBS Webコンテンツ
- こもえすた赤坂（2000年 - 2004年）：岡田泰典と交代で隔週水曜コラムを掲載

#### その他
- 新潟県中越地震発生直後、｢機動戦士ガンダムSEED DESTINY｣（MBS制作）を中断し速報を伝えその後21:00までJNN報道特別番組を担当する
- THE NEWS（2009年4月5日）：番組放送中にテポドン2発射のニュースを速報で伝える
- JRN報道特別番組『石川県能登地方で震度7の地震』（2024年1月1日）
  - 当日16:10ごろに能登半島地震が発生したことを受けて、TBSラジオが18:00から急遽編成。TBSテレビを既に退職していたにもかかわらず、片桐千晶（フリーアナウンサー）とのコンビで21:00までの生放送を取り仕切った。

## 映画やアニメへの出演
- 日本沈没（2006年7月15日）ニュースキャスター 役：岡田泰典とともに出演
- 映画『はじまりのみち』（2013年公開・ソフト発売。監督：原恵一、協賛：TBSテレビ）DVD・ブルーレイに収録の「音声ガイド」（視覚障害者のための音声解説）を担当
- ビデオアニメ『100%』（柳沢きみお作）：畑和世役

## 雑誌
- なごみ2008年12月号：エッセイ・茶の時間・和みの瞬間「下北沢のかき氷」
- ｢アトロクプレゼンツ 高校演劇ZINE｣第3号（2023年7月刊行・10月から発売）：｢長峰由紀さんインタビュー｣